# PTPA
Удружење професионалних тенисера (ПТПА) је удружење тенисера и тенисерки које су основали играчи Васек Поспишил и Новак Ђоковић. Група представља сингл играчице у првих 500 и играчице у дублу у првих 200 на АТП и ВТА ранг листи.
У августу 2020. године Ђоковић је иступио из Савета играча Удружења тениских професионалаца и са Вашеком Поспишилом основао Удружење професионалних тенисера (PTPA — Professional Tennis Players Association). Пар ће служити као копредседници нове организације за промовисање интереса тенисера и тенисерки изнад рангирања од 500 у синглу и 200 у дублу.
PTPA уједињује и мобилише тенисере из целог света како би створили транспарентност и правичност током доношења одлука у професионалном тенису. У августу 2022. године PTPA је покренула Савез победника, профитну филијалу, како би створила и максимизирала комерцијалне прилике за играче и њихове агенте ван терена, опонашајући успешан модел удружења играча у другим спортовима. Заједно, кроз PTPA, професионални тенисери граде правично и одрживо такмичарско окружење за играче данас и за генерације које долазе.
Дана 11. јануара 2023. године са сајта Аустралијан опена, Удружење професионалних тенисера (PTPA) као глобални заговорници професионалних тенисера жена и мушкараца, објавило је да се осам играча који представљају седам различитих нација придружило првом извршном одбору PTPA играча. Током своје каријере, ови играчи су постигли значајан индивидуални и тимски успех са 124 титуле у појединачној конкуренцији жена и мушкараца и 52 титуле у женском и мушком дублу. Поред тога, PTPA је открила своје свеобухватне организационе принципе за заштиту, поштовање и гарантовање основних права играча.